# Xã Pittsfield, Quận Warren, Pennsylvania
Xã Pittsfield (tiếng Anh: Pittsfield Township) là một xã thuộc quận Warren, tiểu bang Pennsylvania, Hoa Kỳ. Thống kê dân số đến năm 2010 xã này là 1.405 người.